# Bieliny (herb szlachecki)
Bieliny (Byliny) – polski herb szlachecki.

## Opis herbu
W polu czerwonym rzeka srebrna na kształt litery S, na której górnym zakręcie takiż krzyż kawalerski.

## Najwcześniejsze wzmianki
Jeden ze starszych herbów polskich.

## Herbowni
Bielejewski, Klonowski.